# Park Hyeon-yeong
Park Hyeon-yeong (kor.박현영; ur. 13 stycznia 1998) – południowokoreańska zapaśniczka walcząca w stylu wolnym. Zajęła dziewiąte miejsce na igrzyskach azjatyckich w 2022. Brązowa medalistka mistrzostw Azji w 2017. Trzecia na mistrzostwach Azji juniorów w 2018 roku.